# Rainermarsch
„Rainermarsch“ (česky Rainerův pochod) je rakouský slavnostní vojenský pochod z roku 1915.
Skladba byla složena hudebním skladatelem a kapelníkem Hans Schmidtem pocházejícího z Dyjákoviček u Znojma, který působil ve vojenské kapele 59. pěšího pluku rakousko-uherské armády k.u.k. Infanterieregiment „Erzherzog Rainer“ Nr. 59, jehož historie sahá až do roku 1682. Stejně jako pluk je pochod pojmenován po arcivévodovi Raineru Ferdinandovi Habsbursko-Lotrinském. Pochod je jedním z nejpopulárnějších pochodů v Rakousku u vojenských i civilních dechových kapel. Je považován za druhou neoficiální hymnu rakouské spolkové země Salcbursko po oficiální Salzburger Landeshymne Land uns’rer Väter z roku 1928.

## Vznik skladby
Hans Schmidt skladbu složil na podzim 1915 jako kapelník a šikovatel hudby 59. pěšího pluku, spojeného se Salcburským vévodstvím. Původní text kde skladbě napsal desátník Josef Schopper. Skladba byla poprvé představena na východní frontě 11. září 1915 na zámku Olyka v Haličsko-vladiměřském království, kde pluk působil.

## Užívání
Pochod používá jako jednu z významných písní fotbalový klub FC Red Bull Salzburg. V roce 2019 vyvolal pochod kontroverzi na městském zastupitelstvu Salcburku, kde se zastupitelé dohadovali o přístrojnosti textu. Skladatel Schmidt je od roku 1964 čestným občanem Salcburku, avšak kritici zmínili fakt, že byl členem NSDAP. Avšak i on sám v pozdějším životě prosazoval neužívání původního válečného textu skladby.

## Text
| Slova Hoch Regiment der Rainer, als tapfer allbekannt, wir schützen uns're Heimat und unser Vaterland. Wir siegen oder sterben für unser Heimatland, dem Feinde zum Verderben, hoch Salzburg, unser Land! Vom Regiment der Rainer, es stehet fest zur Wehr, wir kämpfen und wir stürmen dem Regiment zur Ehr´. Die Feinde müssen weichen, sie fürchten uns´ren Mut, ja, dir, mein liebes Salzburg, weih´n gern wir unser Blut! Vom Inn bis zu den Tauern reicht unser Heimatland, kein Feind soll es erschauen mit Waffen in der Hand. wir werden dein gedenken, solang es Rainer gibt, drum drauf und dran wenn´s sein muss, zeigt, wer die Heimat liebt! | Původní sloka Hoch Regiment der Rainer, als tapfer alt bekannt, wir schützen unsern Kaiser, und unser heilig Land. Wir siegen oder sterben, für unser Vaterland, die Feinde wir verderben; hoch Salzburg! Unser Land! |